# Jackie Mittoo
Jackie Mittoo (* am 3. März 1948 in Browns Town, Saint Ann Parish als Donat Ray Mittoo; † 16. Dezember 1990 in Toronto, Kanada) war ein jamaikanischer Keyboarder und Komponist. Er war Gründungsmitglied der Skatalites, der Soul Brothers und ein Mentor vieler junger Musiker, in erster Linie durch seine Arbeit als Musikdirektor des Plattenlabels Studio One.

## Leben
Mittoo begann mit dem Klavierspielen im Alter von vier Jahren als Schüler seiner Großmutter. In den 1960er Jahren spielte er in den Bands The Skatalites, The Rivals, The Sheiks, The Soul Brothers/The Soul Vendors und Brentford All Stars. Ende der Sechziger emigrierte Mittoo nach Toronto, Kanada. Dort nahm er drei Alben auf Wishbone (Summus), Reggae Magic (CTL) und Let's Put It All Together (CTL). Außerdem begründete er das Stine-Jac Plattenlabel und betrieb einen Plattenladen. 1970 wurde sein Song Peanie Wallie von den Wailers als Grundlage für den Hit Duppy Conqueror verwendet. Mittoo hatte 1971 selbst einen kleineren Hit mit Wishbone. Für dieses instrumental gespielte Lied lieh er sich seinerseits die Melodie des Refrains von Carry that weight der Beatles aus ("Boy, you gonna carry that weight, carry that weight a long time"). In den 1980ern arbeitete er regelmäßig mit Sugar Minott.
Am 16. Dezember 1990 starb Mittoo im Alter von 42 Jahren nach einem viertägigen Krankenhausaufenthalt an Krebs.

## Diskografie (Auswahl)
- Jackie Mittoo in London (1967)
- Evening Time (1968)
- Keep on Dancing (1969)
- Wishbone (1971)
- Macka Fat (1972)
- Reggae Magic (1972)
- Put It All Together (1975)
- Hot Blood (1977)
- Cold Blood (1978)
- Keyboard King (1978)
- Showcase (1983)[2]

### Musikbeispiele
- Jackie Mittoo: Oboe auf YouTube
- Jackie Mittoo: Black Organ auf YouTube
- Jackie Mittoo & Sound Dimension: Full Up auf YouTube
- Jackie Mittoo & The Soul Vendors: Darker Shade of Black auf YouTube